# 키아리 (롬바르디아주)
키아리(롬바르디아어: Ciare)는 이탈리아 롬바르디아주 브레시아도에 있는 코무네이다. 1701년 스페인 왕위 계승 전쟁 중 키아리 전투가 이곳에서 벌어졌다. 이 도시는 이시도로 키아리와 스테파노 안토니오 모르첼리의 고향이다. 주요 교회 또는 두오모는 산티 파우스티노 에 조비타이다.

## 자매 도시
키아리는 다음 도시들과 자매 도시 관계를 맺고 있다.
- 발마드레라, 이탈리아, 2009년부터
- 알헤메시, 스페인, 2014년부터

## 주목할 만한 인물
- 렌토 고피 (1923-2008) 키아리 출신의 시인, 문학 비평가, 언론인.

## 교통
- 키아리역